# Юньков Михайло Юрійович
Михайло Юрійович Юньков (рос. Михаил Юрьевич Юньков; 16 листопада 1986, м. Воскресенськ, СРСР) — російський хокеїст, нападник. Виступає за «Спартак» (Москва) у Континентальній хокейній лізі
Вихованець хокейної школи «Хімік» (Воскресенськ). Виступав за «Крила Рад» (Москва), «Ак Барс» (Казань), «Молот-Прикам'я» (Перм), «Металург» (Магнітогорськ), ЦСКА (Москва), «Авангард» (Омськ), ХК «Сочі», «Салават Юлаєв» (Уфа), «Сєвєрсталь» (Череповець).
У складі молодіжної збірної Росії учасник чемпіонатів світу 2005 і 2006. У складі юніорської збірної Росії учасник чемпіонату світу 2004.
Брат: Олександр Юньков.

## Досягнення
- Чемпіон Росії (2006), срібний призер (2007)
- Володар Кубка Гагаріна (2010, 2014)
- Володар Кубка європейських чемпіонів (2007)
- Срібний призер молодіжного чемпіонату світу (2005, 2006)
- Переможець юніорського чемпіонату світу (2004).